# Вильт, Мария
Мария Вильт (нем. Marie Wilt; урождённая Либенталер нем. Liebenthaler; 30 января 1833 или 30 апреля 1834, Вена[…] — 24 сентября 1891, Вена) — драматическая оперная певица; сопрано. Обладая широким вокальным диапазоном со значительной силой и гибкостью, Вильт исполняла широкий репертуар, который включал оперы Вольфганга Амадея Моцарта, немецкие оперы Рихарда Вагнера, большие оперы Джузеппе Верди и оперы бельканто Беллини, Россини и Доницетти. Она много лет пела в Венской Хофопере (ныне Венская государственная опера) и несколько сезонов в Королевском оперном театре Ковент-Гарден в Лондоне. В частности, она исполнила роль Суламифь на мировой премьере оперы Карла Гольдмарка «Die Königin von Saba» в 1875 году. Также регулярно исполняя концертный репертуар, Вильт часто исполняла произведения Бетховена, Гайдна и Мендельсона.

## Биография
Мария Либенталер родилась 30 января 1833 года в городе Вене.
В 1855 году она вышла замуж за банкира Франца Вильта и в течение следующих нескольких лет была домохозяйкой, продолжая петь в хоре. Она присоединилась к Венской певческой академии в 1858 году и привлекла внимание ее директора Иоганна Франца фон Хербека, который дал ей соло в ораториях и других крупных произведениях, исполняемых ансамблем. По убеждению Хербека и под влиянием бельгийского сопрано Дезире Арто она начала учиться пению у Иоганна Баптиста Генсбахера и Эрнста Вольфа. 

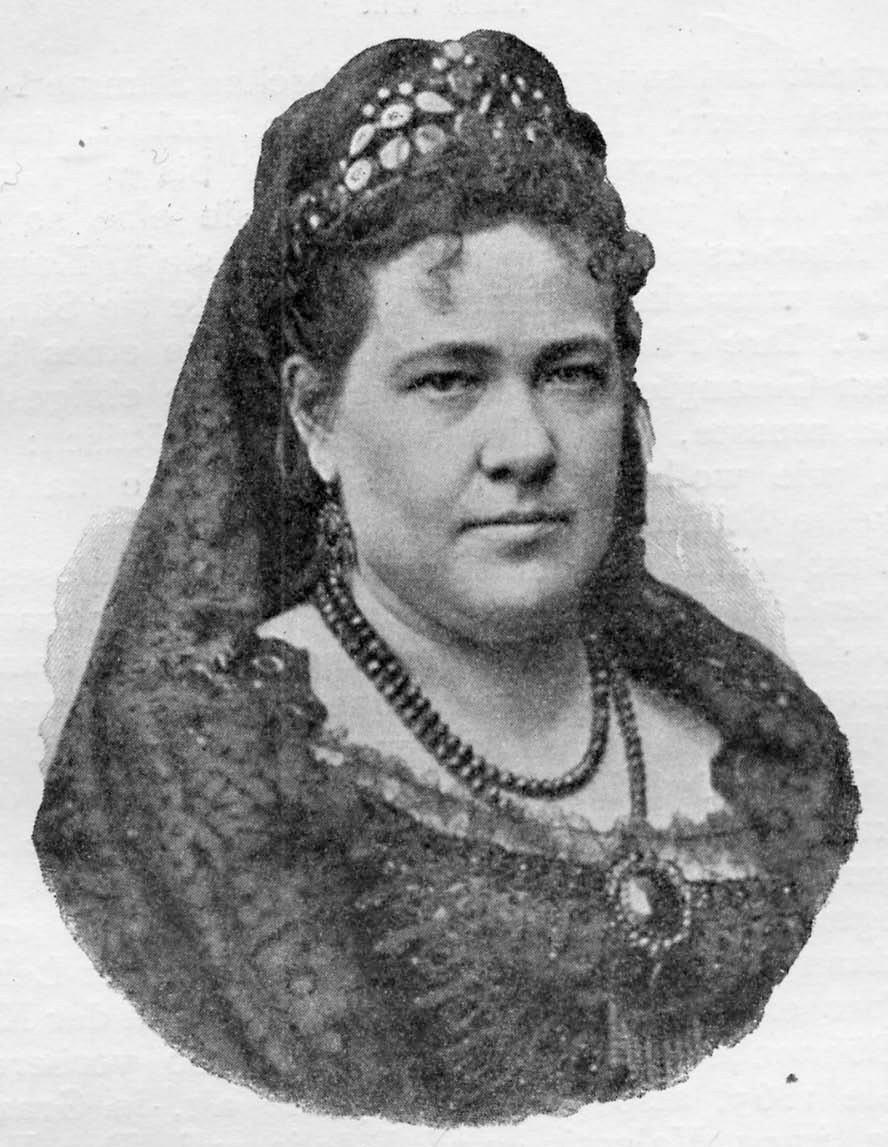
Мария Вильт

Вильт дебютировала в профессиональной опере в роли Донны Анны в опере «Дон Жуан»в 1865 году. Позже в том же году она повторила эту роль в Берлинской государственной опере, но ей пришлось покинуть постановку посреди оперы из-за отравления угарным газом. В следующем году она поехала в Англию, чтобы выступать в Ковент-Гарден, где она исполняла роли в течение двух сезонов под именем Мария Вильда. В первую очередь она исполнила заглавную партию в «Норме» Беллини, когда была в Лондоне. Она также появилась в Венеции в ноябре 1866 года, а также выступала в столице Российской империи городе Санкт-Петербурге. 
Голос Вильт — сопрано большого объема и силы — отличался в то же время необыкновенно приятным тембром.
Вильт ушла с оперной сцены в 1890 году и, овдовев, переехал в Грац, чтобы жить со своей дочерью. Она влюбилась в молодого человека, который в итоге разбил ей сердце. Конец романа поверг её в глубокую депрессию, и она покончила жизнь самоубийством, выбросившись 24 сентября 1891 года из окна четвертого этажа отеля в Вене.